# 한국의 음료 목록
아래는 한국의 음료 목록이다.

## 술

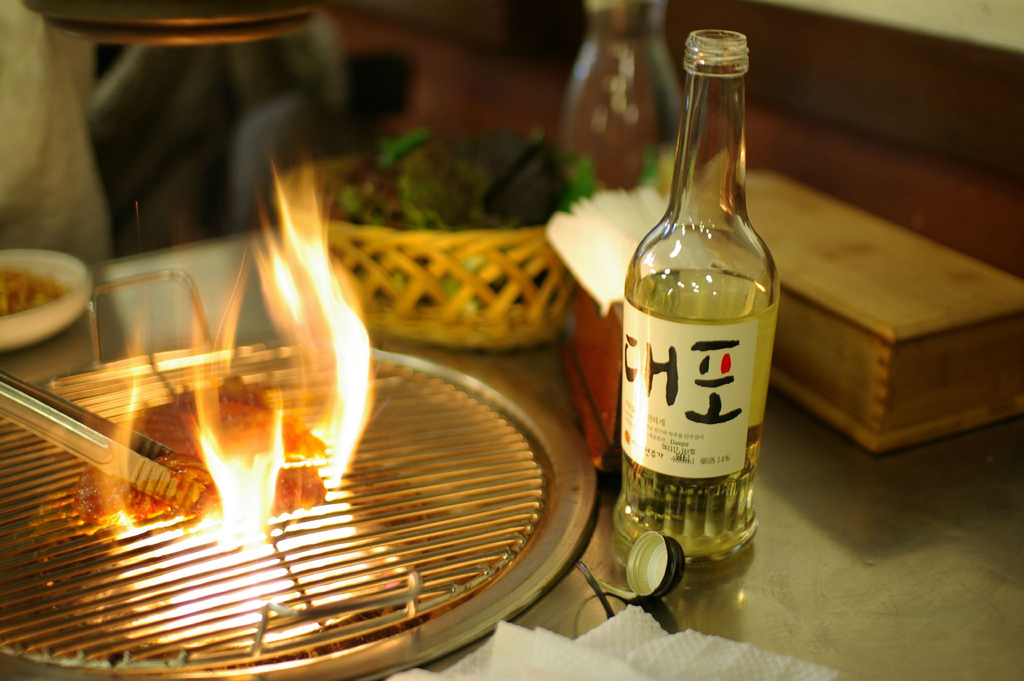
대포.

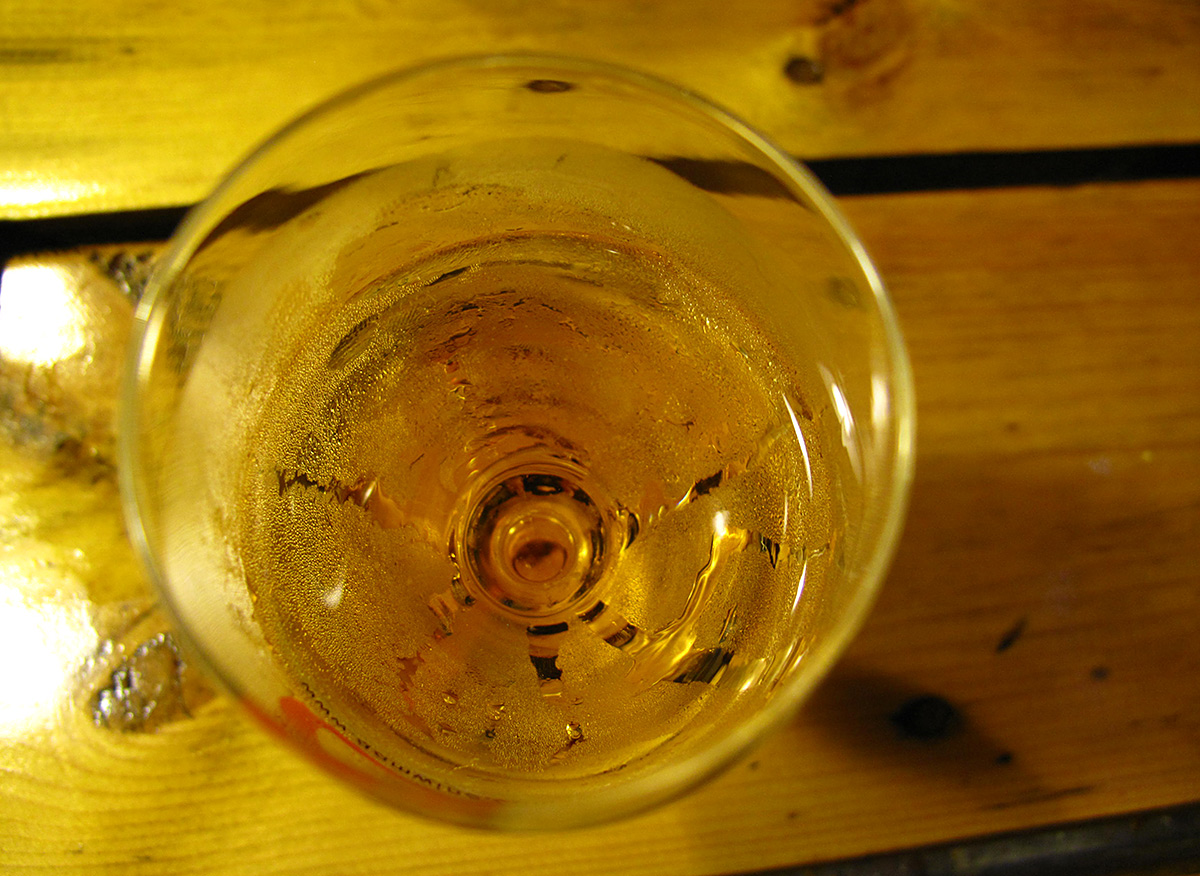
대구의 감와인.

- 백세주
- 벌떡주
- 청주
  - 소곡주
  - 법주: 경주시의 전통주
- 두견주
- 계피주
- 인삼주: 인삼으로 만든 술
- K-술
- 문배주
- 감와인: 대구광역시의 술
- 소주
  - 하이트진로: 소주 브랜드
- 약주
  - 탁주: 막걸리
    - 막걸리

### 맥주
- 하이트
- OB 맥주
- 대동강맥주: 조선민주주의인민공화국의 맥주

## 일반 음료

### 전통

#### 차
- 보리차
- 녹차
- 옥수수차
- 숭늉
- 율무차

#### 커피
- 맥심

#### 기타
- 오감차
- 식혜
- 솔의눈
- 수정과

### 현대
- 815 콜라
- 아침햇살
- 박카스디[1]
- 바나나맛 우유
- 롯데칠성
- 두유
- 맥콜
- 밀키스
- 쌕쌕
- 비타 500[2]

## 같이 보기
- 한국 음식의 목록